# Юльста (станция метро)
«Юльста» (швед. Hjulsta) — станция Стокгольмского метрополитена. Расположена на Синей линии обслуживается маршрутом Т10.
Станция метро Hjulsta является конечной станцией маршрута T10 Kungsträdgården — Hjulsta синей линии. Расположена в районе Hjulsta в северном Стокгольме. Была открыта 31 августа 1975 года. Расстояние от станции Kungsträdgården составляет 14,3 км.
Ещё одна станция в скальной породе. Оформлением занимались несколько художников — Christina Rundaqvist-Andersson, Olle Magnusson, Ruth Rydfeldt. В районе, где находится станция, проживает большое количество иммигрантов.